# Poção
Poção este un oraș în Pernambuco (PE), Brazilia.